# 328 Gudrun
328 Gudrun è un asteroide della fascia principale del diametro medio di circa 122,92 km. Scoperto nel 1892, presenta un'orbita caratterizzata da un semiasse maggiore pari a 3,1077806 UA e da un'eccentricità di 0,1125314, inclinata di 16,08001° rispetto all'eclittica.
Il suo nome è dedicato a Gudrun, nella mitologia norrena la moglie di Sigfrido e in seguito di Attila.